# カブリオレ (馬車)

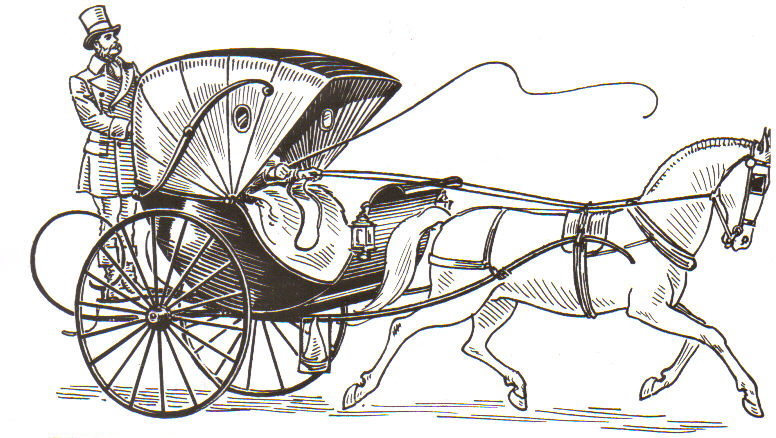
カブリオレ

カブリオレまたはキャブリオレ(cabriolet)とは軽量軽装の2輪(車軸が一つ)サスペンション付の馬車(キャリッジ)。折りたたみ式のカラッシュ(幌)がつく。座席は2人が前を向いて座る。そのうちひとつは運転手(御者)用。
フランスで19世紀に開発されたデザインで当時は、「若々しくすばしこい」車両と考えられていた。キャブリオレにはリアに従者が乗るためのもしくは荷物を置くことができる「立ち台」がある。また、キャブリオレはこの立ち台脇のサスペンションがC型の吊り式スプリングになっている。カブリオレに似た馬車でチュルビュリーがあるがこれはサスペンションが楕円型となり立ち台もない。一般的に馬車でのサスペンションは古くはC型が用いられ時代が新しくなるにしたがい楕円型となっている。
カブリオレはフランス以外でも普及したが、ロンドンでは1834年にハンサムキャブ(ハンサム製キャブリオレ)として改良され、タクシー(ハックニーキャリッジ)用途として、英国でより重量のあった4輪2頭立て馬車を置き換えることになった。ハンサムキャブでは、それまで御者が座って手綱を握っていたものが、後方の立ち台部分に高い座席が設けられキャブマンとよばれた運転手(御者)が座って客室上部の屋根を経由した手綱を御した。このため乗員が多くとれるようになりタクシー(辻馬車)用途には適していた。これはパリにも輸出されたが不人気だった。御者台のある2人乗りはフランスではこの「キャブ」のみである。
ハンサムキャブ型でない一般的なカブリオレでは御者を雇っていれば乗れるのは自分ひとり。自分が御せるのであれば誰かを乗せることができる。19世紀では金持ちになりたての特に若者が最初に馬車を買うのがカブリオレだった。フランスでは、カブリオレは辻馬車としても用いられた。フランスで辻馬車として用いられた馬車にはもう一種フィアークルがある。さらにフランスでは、郵便馬車としてもカブリオレが使用された。カブリオレは小型郵便馬車として用いられ、一方大型用途にはカレーシュ、ベルリーヌ、ブリスカなどが用いられた。

## 語源
フランスではカブリオレ(cabriolet)またはcabriolerでフランス語「cabri」とは「子ヤギ」のことで、「cabrioler」は跳躍(英leap)、動詞では跳ね回るという意で、馬術用語でも用いられる。バレエの足技で跳躍して両足を打つ「カブリオール(Cabriole)」も同じ語源である。